# Pentaradio

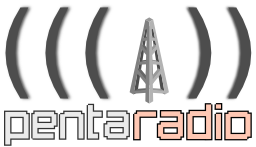
Logo des Pentaradios

Pentaradio ist eine monatliche Live-Talk-Radiosendung des Chaos Computer Club (CCC) aus Dresden über wechselnde Themen rund um Technologie und Gesellschaft. In der Sendung im Monat vor den Datenspuren, dem jährlichen zweitägigen Datenschutz-Symposium des Vereins, wird über dessen Inhalte gesprochen. Ansonsten ist das Themenspektrum sehr weit aber immer mit technologischem Bezug.
Die Sendung wird jeden letzten Dienstag im Monat im freien Radio ColoRadio aufgenommen und von diesem auf den lokalen Frequenzen im Dresdner Stadtgebiet ausgestrahlt. Außerdem sind alle Sendungen in einem Archiv online abrufbar und als Podcast abonnierbar.
Das Penta im Namen der Sendung ist eine Anspielung auf das Dresdner Unternehmen Pentacon und findet auch bei anderen Inhalten des Erfas Verwendung, wie z. B. Pentacast, dem unregelmäßig erscheinenden Podcastangebot und als Symbol in einem Vereinsbanner.

## Kuriositäten
Es ist zur Tradition geworden, am Anfang der Sendung die Höhe des höheneinstellbaren Tisches des Studios anzusagen, auch "Tischpegel" genannt.